# Tournoi de Singapour de rugby à sept 2018
Navigation
2017 2019
Le Tournoi de Singapour de rugby à sept 2018 (anglais : Singapore Rugby Sevens 2018) est la huitième étape de la saison 2017-2018 du World Rugby Sevens Series. Elle se déroule sur deux jours les 28 et 29 avril 2018 au Stade national à Singapour.
Après un début de saison compliqué, les Fidji enchaînent avec un troisième sacre lors des trois dernières étapes des 'World Series en dominant l’Australie au terme d’une finale remportée sur le score de 28 à 22.
L'équipe invitée est celle du Japon qui termine à la 13e place du tournoi, en battant l'Argentine en finale (31-24).
Individuellement, le Néo-Zélandais Kurt Baker (en) termine meilleur réalisateur du tournoi avec 42 points inscrits et l'Américain Carlin Isles meilleur marqueur avec 8 essais. L'Australien Ben O'Donnell (en) remporte le titre d'Impact Player, et le Fidjien Waisea Nacuqu (en) remporte celui de joueur de la finale.

## Équipes participantes
Seize équipes participent au tournoi (quinze équipes qualifiées d'office plus une invitée) :
- Afrique du Sud
- Angleterre
- Argentine
- Australie
- Canada
- Écosse
- Espagne
- États-Unis
- France
- Fidji
- Pays de Galles
- Kenya
- Nouvelle-Zélande
- Russie
- Samoa
- Japon (invitée)

## Tournoi principal

### Phase de poules
Résultats de la phase de poules.

#### Poule A
| Rang | Pays    | J | V | N | D | Em | Ee | Pm  | Pe | Diff | Pts |
| ---- | ------- | - | - | - | - | -- | -- | --- | -- | ---- | --- |
| 1    | Fidji   | 3 | 3 | 0 | 0 | 17 | 4  | 107 | 24 | +83  | 9   |
| 2    | Espagne | 3 | 2 | 0 | 1 | 11 | 8  | 65  | 50 | +15  | 7   |
| 3    | Japon   | 3 | 1 | 0 | 2 | 8  | 14 | 50  | 86 | -36  | 5   |
| 4    | Russie  | 3 | 0 | 0 | 3 | 5  | 15 | 31  | 93 | -62  | 3   |

| 28 avril 2018 07:14 UTC+08:00 | Espagne      | 38 - 5 | Russie       | Stade national, Singapour |
| 28 avril 2018 07:14 UTC+08:00 | Essai(s) : 6 |        | Essai(s) : 1 | Stade national, Singapour |
| 28 avril 2018 07:14 UTC+08:00 |              |        |              | Stade national, Singapour |

| 28 avril 2018 07:36 UTC+08:00 | Fidji        | 45 - 12 | Japon        | Stade national, Singapour |
| 28 avril 2018 07:36 UTC+08:00 | Essai(s) : 7 |         | Essai(s) : 2 | Stade national, Singapour |
| 28 avril 2018 07:36 UTC+08:00 |              |         |              | Stade national, Singapour |

| 28 avril 2018 10:40 UTC+08:00 | Espagne      | 22 - 12 | Japon        | Stade national, Singapour |
| 28 avril 2018 10:40 UTC+08:00 | Essai(s) : 4 |         | Essai(s) : 2 | Stade national, Singapour |
| 28 avril 2018 10:40 UTC+08:00 |              |         |              | Stade national, Singapour |

| 28 avril 2018 11:02 UTC+08:00 | Fidji        | 29 - 7 | Russie       | Stade national, Singapour |
| 28 avril 2018 11:02 UTC+08:00 | Essai(s) : 5 |        | Essai(s) : 1 | Stade national, Singapour |
| 28 avril 2018 11:02 UTC+08:00 |              |        |              | Stade national, Singapour |

| 28 avril 2018 14:06 UTC+08:00 | Russie       | 19 - 26 | Japon        | Stade national, Singapour |
| 28 avril 2018 14:06 UTC+08:00 | Essai(s) : 3 |         | Essai(s) : 4 | Stade national, Singapour |
| 28 avril 2018 14:06 UTC+08:00 |              |         |              | Stade national, Singapour |

| 28 avril 2018 14:28 UTC+08:00 | Fidji        | 33 - 5 | Espagne      | Stade national, Singapour |
| 28 avril 2018 14:28 UTC+08:00 | Essai(s) : 5 |        | Essai(s) : 1 | Stade national, Singapour |
| 28 avril 2018 14:28 UTC+08:00 |              |        |              | Stade national, Singapour |

#### Poule B
| Rang | Pays       | J | V | N | D | Em | Ee | Pm | Pe  | Diff | Pts |
| ---- | ---------- | - | - | - | - | -- | -- | -- | --- | ---- | --- |
| 1    | Angleterre | 3 | 3 | 0 | 0 | 14 | 5  | 86 | 33  | +53  | 9   |
| 2    | Kenya      | 3 | 2 | 0 | 1 | 14 | 6  | 86 | 42  | +44  | 7   |
| 3    | États-Unis | 3 | 1 | 0 | 2 | 9  | 10 | 61 | 64  | -3   | 5   |
| 4    | France     | 3 | 0 | 0 | 3 | 2  | 18 | 12 | 106 | -94  | 3   |

| 28 avril 2018 06:30 UTC+08:00 | États-Unis   | 33 - 12 | France       | Stade national, Singapour |
| 28 avril 2018 06:30 UTC+08:00 | Essai(s) : 5 |         | Essai(s) : 2 | Stade national, Singapour |
| 28 avril 2018 06:30 UTC+08:00 |              |         |              | Stade national, Singapour |

| 28 avril 2018 06:52 UTC+08:00 | Kenya        | 19 - 28 | Angleterre   | Stade national, Singapour |
| 28 avril 2018 06:52 UTC+08:00 | Essai(s) : 3 |         | Essai(s) : 4 | Stade national, Singapour |
| 28 avril 2018 06:52 UTC+08:00 |              |         |              | Stade national, Singapour |

| 28 avril 2018 09:56 UTC+08:00 | États-Unis   | 14 - 19 | Angleterre   | Stade national, Singapour |
| 28 avril 2018 09:56 UTC+08:00 | Essai(s) : 2 |         | Essai(s) : 3 | Stade national, Singapour |
| 28 avril 2018 09:56 UTC+08:00 |              |         |              | Stade national, Singapour |

| 28 avril 2018 10:18 UTC+08:00 | Kenya        | 34 - 0 | France       | Stade national, Singapour |
| 28 avril 2018 10:18 UTC+08:00 | Essai(s) : 6 |        | Essai(s) : 0 | Stade national, Singapour |
| 28 avril 2018 10:18 UTC+08:00 |              |        |              | Stade national, Singapour |

| 28 avril 2018 13:22 UTC+08:00 | France       | 0 - 39 | Angleterre   | Stade national, Singapour |
| 28 avril 2018 13:22 UTC+08:00 | Essai(s) : 0 |        | Essai(s) : 7 | Stade national, Singapour |
| 28 avril 2018 13:22 UTC+08:00 |              |        |              | Stade national, Singapour |

| 28 avril 2018 13:44 UTC+08:00 | Kenya        | 33 - 14 | États-Unis   | Stade national, Singapour |
| 28 avril 2018 13:44 UTC+08:00 | Essai(s) : 5 |         | Essai(s) : 2 | Stade national, Singapour |
| 28 avril 2018 13:44 UTC+08:00 |              |         |              | Stade national, Singapour |

#### Poule C
| Rang | Pays           | J | V | N | D | Em | Ee | Pm | Pe | Diff | Pts |
| ---- | -------------- | - | - | - | - | -- | -- | -- | -- | ---- | --- |
| 1    | Afrique du Sud | 3 | 3 | 0 | 0 | 12 | 5  | 78 | 29 | +49  | 9   |
| 2    | Samoa          | 3 | 2 | 0 | 1 | 10 | 9  | 58 | 59 | -1   | 7   |
| 3    | Canada         | 3 | 1 | 0 | 2 | 9  | 10 | 57 | 62 | -5   | 5   |
| 4    | Argentine      | 3 | 0 | 0 | 3 | 6  | 13 | 40 | 83 | -43  | 3   |

| 28 avril 2018 05:44 UTC+08:00 | Argentine    | 14 - 26 | Canada       | Stade national, Singapour |
| 28 avril 2018 05:44 UTC+08:00 | Essai(s) : 2 |         | Essai(s) : 4 | Stade national, Singapour |
| 28 avril 2018 05:44 UTC+08:00 |              |         |              | Stade national, Singapour |

| 28 avril 2018 06:06 UTC+08:00 | Afrique du Sud | 26 - 5 | Samoa        | Stade national, Singapour |
| 28 avril 2018 06:06 UTC+08:00 | Essai(s) : 4   |        | Essai(s) : 1 | Stade national, Singapour |
| 28 avril 2018 06:06 UTC+08:00 |                |        |              | Stade national, Singapour |

| 28 avril 2018 09:12 UTC+08:00 | Argentine    | 14 - 31 | Samoa        | Stade national, Singapour |
| 28 avril 2018 09:12 UTC+08:00 | Essai(s) : 2 |         | Essai(s) : 5 | Stade national, Singapour |
| 28 avril 2018 09:12 UTC+08:00 |              |         |              | Stade national, Singapour |

| 28 avril 2018 09:34 UTC+08:00 | Afrique du Sud | 26 - 12 | Canada       | Stade national, Singapour |
| 28 avril 2018 09:34 UTC+08:00 | Essai(s) : 4   |         | Essai(s) : 2 | Stade national, Singapour |
| 28 avril 2018 09:34 UTC+08:00 |                |         |              | Stade national, Singapour |

| 28 avril 2018 12:38 UTC+08:00 | Canada       | 19 - 22 | Samoa        | Stade national, Singapour |
| 28 avril 2018 12:38 UTC+08:00 | Essai(s) : 3 |         | Essai(s) : 4 | Stade national, Singapour |
| 28 avril 2018 12:38 UTC+08:00 |              |         |              | Stade national, Singapour |

| 28 avril 2018 13:00 UTC+08:00 | Afrique du Sud | 26 - 12 | Argentine    | Stade national, Singapour |
| 28 avril 2018 13:00 UTC+08:00 | Essai(s) : 4   |         | Essai(s) : 2 | Stade national, Singapour |
| 28 avril 2018 13:00 UTC+08:00 |                |         |              | Stade national, Singapour |

#### Poule D
| Rang | Pays             | J | V | N | D | Em | Ee | Pm | Pe  | Diff | Pts |
| ---- | ---------------- | - | - | - | - | -- | -- | -- | --- | ---- | --- |
| 1    | Australie        | 3 | 3 | 0 | 0 | 13 | 6  | 81 | 32  | +49  | 9   |
| 2    | Nouvelle-Zélande | 3 | 2 | 0 | 1 | 12 | 6  | 66 | 38  | +28  | 7   |
| 3    | Écosse           | 3 | 1 | 0 | 2 | 11 | 10 | 65 | 60  | +5   | 5   |
| 4    | Pays de Galles   | 3 | 0 | 0 | 3 | 3  | 17 | 21 | 103 | -82  | 3   |

| 28 avril 2018 05:00 UTC+08:00 | Écosse       | 20 - 24 | Australie    | Stade national, Singapour |
| 28 avril 2018 05:00 UTC+08:00 | Essai(s) : 4 |         | Essai(s) : 4 | Stade national, Singapour |
| 28 avril 2018 05:00 UTC+08:00 |              |         |              | Stade national, Singapour |

| 28 avril 2018 05:22 UTC+08:00 | Nouvelle-Zélande | 32 - 7 | Pays de Galles | Stade national, Singapour |
| 28 avril 2018 05:22 UTC+08:00 | Essai(s) : 6     |        | Essai(s) : 1   | Stade national, Singapour |
| 28 avril 2018 05:22 UTC+08:00 |                  |        |                | Stade national, Singapour |

| 28 avril 2018 08:28 UTC+08:00 | Écosse       | 33 - 14 | Pays de Galles | Stade national, Singapour |
| 28 avril 2018 08:28 UTC+08:00 | Essai(s) : 5 |         | Essai(s) : 2   | Stade national, Singapour |
| 28 avril 2018 08:28 UTC+08:00 |              |         |                | Stade national, Singapour |

| 28 avril 2018 08:50 UTC+08:00 | Nouvelle-Zélande | 12 - 19 | Australie    | Stade national, Singapour |
| 28 avril 2018 08:50 UTC+08:00 | Essai(s) : 2     |         | Essai(s) : 3 | Stade national, Singapour |
| 28 avril 2018 08:50 UTC+08:00 |                  |         |              | Stade national, Singapour |

| 28 avril 2018 11:54 UTC+08:00 | Australie    | 38 - 0 | Pays de Galles | Stade national, Singapour |
| 28 avril 2018 11:54 UTC+08:00 | Essai(s) : 6 |        | Essai(s) : 0   | Stade national, Singapour |
| 28 avril 2018 11:54 UTC+08:00 |              |        |                | Stade national, Singapour |

| 28 avril 2018 12:16 UTC+08:00 | Nouvelle-Zélande | 22 - 12 | Écosse       | Stade national, Singapour |
| 28 avril 2018 12:16 UTC+08:00 | Essai(s) : 4     |         | Essai(s) : 2 | Stade national, Singapour |
| 28 avril 2018 12:16 UTC+08:00 |                  |         |              | Stade national, Singapour |

## Phase finale
Résultats de la phase finale.

### Trophées

#### Cup
|  | Quarts de finale                | Quarts de finale                |                                 |                                 | Demi-finales                    | Demi-finales                    |   |  | Finale                          | Finale                          |
|  | Quarts de finale                | Quarts de finale                |                                 |                                 | Demi-finales                    | Demi-finales                    |   |  | Finale                          | Finale                          |
|  |                                 |                                 |                                 |                                 |                                 |                                 |   |  |                                 |                                 |
|  | 29 avril 2018 - 06:30 UTC+08:00 | 29 avril 2018 - 06:30 UTC+08:00 |                                 |                                 | 29 avril 2018 - 10:50 UTC+08:00 | 29 avril 2018 - 10:50 UTC+08:00 |   |  | 29 avril 2018 - 14:00 UTC+08:00 | 29 avril 2018 - 14:00 UTC+08:00 |
|  | 29 avril 2018 - 06:30 UTC+08:00 | 29 avril 2018 - 06:30 UTC+08:00 |                                 |                                 | 29 avril 2018 - 10:50 UTC+08:00 | 29 avril 2018 - 10:50 UTC+08:00 |   |  | 29 avril 2018 - 14:00 UTC+08:00 | 29 avril 2018 - 14:00 UTC+08:00 |
|  | Fidji                           | 24                              |                                 |                                 | 29 avril 2018 - 10:50 UTC+08:00 | 29 avril 2018 - 10:50 UTC+08:00 |   |  | 29 avril 2018 - 14:00 UTC+08:00 | 29 avril 2018 - 14:00 UTC+08:00 |
|  | Fidji                           | 24                              |                                 |                                 | 29 avril 2018 - 10:50 UTC+08:00 | 29 avril 2018 - 10:50 UTC+08:00 |   |  | 29 avril 2018 - 14:00 UTC+08:00 | 29 avril 2018 - 14:00 UTC+08:00 |
|  | Nouvelle-Zélande                | 19                              |                                 |                                 | 29 avril 2018 - 10:50 UTC+08:00 | 29 avril 2018 - 10:50 UTC+08:00 |   |  | 29 avril 2018 - 14:00 UTC+08:00 | 29 avril 2018 - 14:00 UTC+08:00 |
|  | Nouvelle-Zélande                | 19                              | Fidji                           | 12                              |                                 |                                 |   |  | 29 avril 2018 - 14:00 UTC+08:00 | 29 avril 2018 - 14:00 UTC+08:00 |
|  | 29 avril 2018 - 06:52 UTC+08:00 |                                 | Fidji                           | 12                              |                                 |                                 |   |  | 29 avril 2018 - 14:00 UTC+08:00 | 29 avril 2018 - 14:00 UTC+08:00 |
|  |                                 | Afrique du Sud                  | 10                              |                                 |                                 |                                 |   |  | 29 avril 2018 - 14:00 UTC+08:00 | 29 avril 2018 - 14:00 UTC+08:00 |
|  | Afrique du Sud                  | Afrique du Sud                  | 10                              | 24                              |                                 |                                 |   |  | 29 avril 2018 - 14:00 UTC+08:00 | 29 avril 2018 - 14:00 UTC+08:00 |
|  | Afrique du Sud                  |                                 |                                 | 24                              |                                 |                                 |   |  | 29 avril 2018 - 14:00 UTC+08:00 | 29 avril 2018 - 14:00 UTC+08:00 |
|  | Kenya                           | 12                              |                                 |                                 |                                 |                                 |   |  | 29 avril 2018 - 14:00 UTC+08:00 | 29 avril 2018 - 14:00 UTC+08:00 |
|  | Kenya                           | 12                              | Fidji                           | 28                              |                                 |                                 |   |  |                                 |                                 |
|  | 29 avril 2018 - 07:14 UTC+08:00 |                                 | Fidji                           | 28                              |                                 |                                 |   |  |                                 |                                 |
|  |                                 | Australie                       | 22                              |                                 |                                 |                                 |   |  |                                 |                                 |
|  | Australie                       | Australie                       | 22                              | 7                               |                                 |                                 |   |  |                                 |                                 |
|  | Australie                       | 29 avril 2018 - 11:12 UTC+08:00 |                                 | 7                               |                                 |                                 |   |  |                                 |                                 |
|  | Espagne                         | 5                               |                                 |                                 |                                 |                                 |   |  |                                 |                                 |
|  | Espagne                         | 5                               | Australie                       | 15                              |                                 |                                 |   |  |                                 |                                 |
|  | 29 avril 2018 - 07:36 UTC+08:00 | 29 avril 2018 - 07:36 UTC+08:00 | Australie                       | 15                              | Match pour la 3e place          | Match pour la 3e place          |   |  |                                 |                                 |
|  | 29 avril 2018 - 07:36 UTC+08:00 | 29 avril 2018 - 07:36 UTC+08:00 |                                 | Angleterre                      | Match pour la 3e place          | Match pour la 3e place          | 7 |  |                                 |                                 |
|  | Angleterre                      | 12                              | 29 avril 2018 - 13:35 UTC+08:00 | 29 avril 2018 - 13:35 UTC+08:00 |                                 |                                 | 7 |  |                                 |                                 |
|  | Angleterre                      | 12                              | 29 avril 2018 - 13:35 UTC+08:00 | 29 avril 2018 - 13:35 UTC+08:00 |                                 |                                 |   |  |                                 |                                 |
|  | Samoa                           | 5                               |                                 | Afrique du Sud                  | 24                              |                                 |   |  |                                 |                                 |
|  | Samoa                           | 5                               |                                 | Afrique du Sud                  | 24                              |                                 |   |  |                                 |                                 |
|  |                                 |                                 |                                 |                                 |                                 |                                 |   |  | Angleterre                      | 26                              |
|  |                                 |                                 |                                 |                                 |                                 |                                 |   |  | Angleterre                      | 26                              |

Finale (Cup)
| 29 avril 2018 | Fidji | 28 - 22 (14-10) | Australie | Stade national, Singapour Arbitre : James Doleman |
| 29 avril 2018 | Essai(s) : W Nacuqu (en) (2e, 4e), J Tuwai (11e), A Naduva (en) (19e) · Transformation(s) : A Nasilasila (en) (3e, 12e, 19e), W Nacuqu (en) (4e) · Carton(s) jaune(s) : Eroni Sau 6e à 8e · |                 | Essai(s) : D Pietsch (en) (6e), M Longbottom (en) (7e), B Quinn (15e), J Porch (17e) Transformation(s) : J Porch (15e) | Stade national, Singapour Arbitre : James Doleman |
| 29 avril 2018 | |                 | | Stade national, Singapour Arbitre : James Doleman |

#### Challenge Trophy
|  | Quarts de finale                | Quarts de finale                |                |    | Demi-finales                    | Demi-finales                    |  |  | Finale                          | Finale                          |
|  | Quarts de finale                | Quarts de finale                |                |    | Demi-finales                    | Demi-finales                    |  |  | Finale                          | Finale                          |
|  |                                 |                                 |                |    |                                 |                                 |  |  |                                 |                                 |
|  | 29 avril 2018 - 05:00 UTC+08:00 | 29 avril 2018 - 05:00 UTC+08:00 |                |    | 29 avril 2018 - 09:22 UTC+08:00 | 29 avril 2018 - 09:22 UTC+08:00 |  |  | 29 avril 2018 - 12:36 UTC+08:00 | 29 avril 2018 - 12:36 UTC+08:00 |
|  | 29 avril 2018 - 05:00 UTC+08:00 | 29 avril 2018 - 05:00 UTC+08:00 |                |    | 29 avril 2018 - 09:22 UTC+08:00 | 29 avril 2018 - 09:22 UTC+08:00 |  |  | 29 avril 2018 - 12:36 UTC+08:00 | 29 avril 2018 - 12:36 UTC+08:00 |
|  | Japon                           | 19                              |                |    | 29 avril 2018 - 09:22 UTC+08:00 | 29 avril 2018 - 09:22 UTC+08:00 |  |  | 29 avril 2018 - 12:36 UTC+08:00 | 29 avril 2018 - 12:36 UTC+08:00 |
|  | Japon                           | 19                              |                |    | 29 avril 2018 - 09:22 UTC+08:00 | 29 avril 2018 - 09:22 UTC+08:00 |  |  | 29 avril 2018 - 12:36 UTC+08:00 | 29 avril 2018 - 12:36 UTC+08:00 |
|  | Pays de Galles                  | 28                              |                |    | 29 avril 2018 - 09:22 UTC+08:00 | 29 avril 2018 - 09:22 UTC+08:00 |  |  | 29 avril 2018 - 12:36 UTC+08:00 | 29 avril 2018 - 12:36 UTC+08:00 |
|  | Pays de Galles                  | 28                              | Pays de Galles | 10 |                                 |                                 |  |  | 29 avril 2018 - 12:36 UTC+08:00 | 29 avril 2018 - 12:36 UTC+08:00 |
|  | 29 avril 2018 - 05:22 UTC+08:00 |                                 | Pays de Galles | 10 |                                 |                                 |  |  | 29 avril 2018 - 12:36 UTC+08:00 | 29 avril 2018 - 12:36 UTC+08:00 |
|  |                                 | Canada                          | 17             |    |                                 |                                 |  |  | 29 avril 2018 - 12:36 UTC+08:00 | 29 avril 2018 - 12:36 UTC+08:00 |
|  | Canada                          | Canada                          | 17             | 26 |                                 |                                 |  |  | 29 avril 2018 - 12:36 UTC+08:00 | 29 avril 2018 - 12:36 UTC+08:00 |
|  | Canada                          |                                 |                | 26 |                                 |                                 |  |  | 29 avril 2018 - 12:36 UTC+08:00 | 29 avril 2018 - 12:36 UTC+08:00 |
|  | France                          | 7                               |                |    |                                 |                                 |  |  | 29 avril 2018 - 12:36 UTC+08:00 | 29 avril 2018 - 12:36 UTC+08:00 |
|  | France                          | 7                               | Canada         | 12 |                                 |                                 |  |  |                                 |                                 |
|  | 29 avril 2018 - 05:44 UTC+08:00 |                                 | Canada         | 12 |                                 |                                 |  |  |                                 |                                 |
|  |                                 | États-Unis                      | 26             |    |                                 |                                 |  |  |                                 |                                 |
|  | Écosse                          | États-Unis                      | 26             | 19 |                                 |                                 |  |  |                                 |                                 |
|  | Écosse                          | 29 avril 2018 - 09:44 UTC+08:00 |                | 19 |                                 |                                 |  |  |                                 |                                 |
|  | Russie                          | 14                              |                |    |                                 |                                 |  |  |                                 |                                 |
|  | Russie                          | 14                              | Écosse         | 12 |                                 |                                 |  |  |                                 |                                 |
|  | 29 avril 2018 - 06:06 UTC+08:00 |                                 | Écosse         | 12 |                                 |                                 |  |  |                                 |                                 |
|  |                                 | États-Unis                      | 33             |    |                                 |                                 |  |  |                                 |                                 |
|  | États-Unis                      | États-Unis                      | 33             | 36 |                                 |                                 |  |  |                                 |                                 |
|  | États-Unis                      |                                 |                | 36 |                                 |                                 |  |  |                                 |                                 |
|  | Argentine                       | 12                              |                |    |                                 |                                 |  |  |                                 |                                 |
|  | Argentine                       | 12                              |                |    |                                 |                                 |  |  |                                 |                                 |

### Matchs de classement

#### Challenge5eplace
|  | Demi-finales                    | Demi-finales                    |                  |    | Finale                          | Finale                          |
|  | Demi-finales                    | Demi-finales                    |                  |    | Finale                          | Finale                          |
|  |                                 |                                 |                  |    |                                 |                                 |
|  | 29 avril 2018 - 10:06 UTC+08:00 | 29 avril 2018 - 10:06 UTC+08:00 |                  |    | 29 avril 2018 - 13:11 UTC+08:00 | 29 avril 2018 - 13:11 UTC+08:00 |
|  | 29 avril 2018 - 10:06 UTC+08:00 | 29 avril 2018 - 10:06 UTC+08:00 |                  |    | 29 avril 2018 - 13:11 UTC+08:00 | 29 avril 2018 - 13:11 UTC+08:00 |
|  | Nouvelle-Zélande                | 17                              |                  |    | 29 avril 2018 - 13:11 UTC+08:00 | 29 avril 2018 - 13:11 UTC+08:00 |
|  | Nouvelle-Zélande                | 17                              |                  |    | 29 avril 2018 - 13:11 UTC+08:00 | 29 avril 2018 - 13:11 UTC+08:00 |
|  | Kenya                           | 7                               |                  |    | 29 avril 2018 - 13:11 UTC+08:00 | 29 avril 2018 - 13:11 UTC+08:00 |
|  | Kenya                           | 7                               | Nouvelle-Zélande | 36 |                                 |                                 |
|  | 29 avril 2018 - 10:28 UTC+08:00 |                                 | Nouvelle-Zélande | 36 |                                 |                                 |
|  |                                 | Samoa                           | 17               |    |                                 |                                 |
|  | Espagne                         | Samoa                           | 17               | 7  |                                 |                                 |
|  | Espagne                         |                                 |                  | 7  |                                 |                                 |
|  | Samoa                           | 24                              |                  |    |                                 |                                 |
|  | Samoa                           | 24                              |                  |    |                                 |                                 |

#### Challenge13eplace
|  | Demi-finales                    | Demi-finales                    |       |    | Finale                          | Finale                          |
|  | Demi-finales                    | Demi-finales                    |       |    | Finale                          | Finale                          |
|  |                                 |                                 |       |    |                                 |                                 |
|  | 29 avril 2018 - 08:38 UTC+08:00 | 29 avril 2018 - 08:38 UTC+08:00 |       |    | 29 avril 2018 - 12:14 UTC+08:00 | 29 avril 2018 - 12:14 UTC+08:00 |
|  | 29 avril 2018 - 08:38 UTC+08:00 | 29 avril 2018 - 08:38 UTC+08:00 |       |    | 29 avril 2018 - 12:14 UTC+08:00 | 29 avril 2018 - 12:14 UTC+08:00 |
|  | Japon                           | 29                              |       |    | 29 avril 2018 - 12:14 UTC+08:00 | 29 avril 2018 - 12:14 UTC+08:00 |
|  | Japon                           | 29                              |       |    | 29 avril 2018 - 12:14 UTC+08:00 | 29 avril 2018 - 12:14 UTC+08:00 |
|  | France                          | 14                              |       |    | 29 avril 2018 - 12:14 UTC+08:00 | 29 avril 2018 - 12:14 UTC+08:00 |
|  | France                          | 14                              | Japon | 31 |                                 |                                 |
|  | 29 avril 2018 - 09:00 UTC+08:00 |                                 | Japon | 31 |                                 |                                 |
|  |                                 | Argentine                       | 24    |    |                                 |                                 |
|  | Russie                          | Argentine                       | 24    | 7  |                                 |                                 |
|  | Russie                          |                                 |       | 7  |                                 |                                 |
|  | Argentine                       | 12                              |       |    |                                 |                                 |
|  | Argentine                       | 12                              |       |    |                                 |                                 |

## Bilan
Statistiques sportives
- Meilleur marqueur d'essais du tournoi :  Carlin Isles (8 essais)
- Meilleur marqueur du tournoi :  Kurt Baker (en) (42 points)
- Impact player :  Ben O'Donnell (en)[6]
- Joueur de la finale :  Waisea Nacuqu (en)
- Équipe type[7] :

| Avants                                                   | Trois-quarts                                               |
| -------------------------------------------------------- | ---------------------------------------------------------- |
| Alamanda Motuga Oscar Ouma Achieng (en) Trael Joass (en) | Eroni Sau John Porch Ben O'Donnell (en) Alasio Naduva (en) |